# Fernando Arribas Negro
Fernando Arribas Negro (Valladolid, 20 de enero de 1954) es un mago, ilusionista, cantante y poeta español. Es conocido por ser el impulsor del primer programa de estudios superiores de ilusionismo en España.

## Trayectoria
A los 14 años quedó impresionado por un juego de magia que le hicieron y explicaron, y se inició en la magia de manera autodidacta, creando sus propias técnicas y efectos mágicos.  
Un año después empezó a componer sus primeras canciones, y luego, fundó su primer grupo musical Foundation, compaginándolo con su participación en el grupo Alma Madre. Hasta los 18 años representó actuaciones musicales en el dúo Julio y Fernando y como cantautor solista en distintos festivales musicales de Castilla y León.  
Continuó su formación como mago de manera independiente, haciendo pequeñas exhibiciones a familia y amigos. En 1987, contactó por primera vez con otros magos en Valladolid, con los que compartió conocimientos y un año después, fundó junto con otros siete magos, el Círculo de Ilusionismo Vallisoletano (CIV), perteneciente a la Sociedad Española de Ilusionismo (SEI).
En 1995, organizó el Congreso Mágico Nacional, celebrado en Valladolid. Fue también en este congreso donde se presentó por primera vez a un campeonato nacional, y donde obtuvo un tercer premio nacional, en la especialidad de Grandes Ilusiones, junto al colectivo, Luna Mágica. Al año siguiente se presentó, esta vez con su ayudante Rosa, al campeonato nacional celebrado en Vitoria, y obtuvo un tercer premio nacional en Grandes Ilusiones, con la particularidad de que el primer y segundo premio quedaron desiertos, resultando primer clasificado en aquel campeonato nacional.
En 2006, se presentó al campeonato mundial de magia en Estocolmo donde obtuvo la novena posición en la especialidad de mentalismo, y en Bogotá al certamen internacional Flasoma, que agrupa a todas las sociedades mágicas hispano hablantes, donde obtuvo el máximo galardón, primer premio en la especialidad de magia argumentada (equivalente a magia de salón).
Fue nombrado socio de honor del Círculo Madrileño de Prestidigitadores (CIMAPS) junto con Juan Tamariz y en 2013, del Club de Ilusionismo Gandía (CIG). También se convirtió en padrino junto a Concha Velasco de la Joven Orquesta Sinfónica de Valladolid en su gala del décimo aniversario.
Su hijo, Samuel Arribas, también es mago con estudios de ilusionismo en el Real Centro Universitario María Cristina de El Escorial, con títulos de  campeón de Magia de Salón en España (2013) y subcampeón en Flasoma (2015)..

### Impulsor de los estudios superiores de magia en España
Arribas siempre pensó que la magia debía ocupar un lugar destacado entre las artes y que debía estudiarse en universidades como la música, bellas artes o interpretación. Después de contactar con distintas universidades para tratar de llevar a cabo un programa académico, fue junto a la Universidad de Valladolid, con la que creó en 2003, una asignatura de libre elección, llamada El Ilusionismo y su Historia, en la que se hacía una introducción a las principales especialidades de magia. Ésta era una única asignatura de dos años académicos de duración, y no otorgaba ningún título universitario, pero la demanda de estudiantes hizo que se prolongara hasta 2007. 
En su intento de crear una carrera universitaria dedicada a la magia y a todas las artes asociadas (teatro, dicción de voz, iluminación...), junto a Juan Herrero Brasas, profesor universitario, autor y colaborador de diversos medios de comunicación y aficionado al ilusionismo, logró que en el año 2013, el Real Centro Universitario María Cristina de El Escorial, la universidad privada más antigua de España, incluyera dentro de su oferta académica el Programa de Ilusionismo Wenceslao Ciuró, unos estudios superiores de Ilusionismo, que iniciaron en octubre de ese año. Arribas fue el encargado de la dirección académica. El programa tiene un total de 90 asignaturas, que se reparten durante tres años académicos. Estos estudios están avalados por la Federación Internacional de Sociedades Mágicas (FISM). Esta iniciativa se convirtió en la primera que permitía impartir estudios reglados de Ilusionismo, con título propio otorgado por una institución universitaria en España.

## Premios
- 1995 - Tercer premio de grandes ilusiones en el Congreso Nacional Valladolid.[6]
- 1996 - Campeón de grandes ilusiones en Congreso Nacional Vitoria.[7]
- 2006 - Novena posición mundial en mentalismo en el Congreso Mundial Estocolmo.[8]
- 2006 - Primer premio en magia de salón en el Congreso Internacional Latinoamericano Flasoma, Colombia.[9]